# Klaus Dill
Klaus Dill (* 6. Oktober 1922 in Neustadt an der Weinstraße; † 19. Februar 2000 in Frankfurt am Main) war ein deutscher Maler.

## Leben
Klaus Dill war ein Neffe des Impressionisten Otto Dill, der ihn jedoch nicht förderte. Klaus Dill machte sich einen Namen als Maler von Filmplakaten und Buchillustrationen. Am bekanntesten sind seine Illustrationen in den Büchern von Karl May und die Titelbilder der Jugendzeitschrift Pete und des Comics Bessy. Daneben zeichnete er Titelbilder für die Comic-Reihen Lasso Western, FBI - G-man Bruce Cabot sowie Mark Strong - Der Mann von M.A.T.T., außerdem für die Taschenbuchreihe Junge Leser oder die Buchserie Tom Prox. 1997 wurde er Filmpreisträger (Gold). 1999 widmete ihm die Landesbildstelle Baden-Württemberg in Stuttgart eine umfangreiche Einzelausstellung, in der unter anderem ein 12-teiliger Tecumseh-Zyklus gezeigt wurde.

## Filmplakate
Neben zahlreichen Filmplakaten zu Westernstreifen schuf er die Plakate zu 
- Tanz der Vampire von Roman Polański;
- Bus Stop;
- Zwölf Uhr mittags